# You're Never Alone with a Schizophrenic
You're Never Alone with a Schizophrenic je čtvrté sólové studiové album britského zpěváka Iana Huntera. Jeho nahrávání probíhalo ve studiu The Power Station v New Yorku a album vyšlo v březnu 1979 u vydavatelství Chrysalis Records. Jeho producentem byl Hunter spolu s Mickem Ronsonem, který na albu rovněž hrál na kytaru. Vedle jiných na albu hráli i členové skupiny E Street Band: klávesista Roy Bittan, bubeník Max Weinberg a baskytarista Garry Tallent; dále například Ellen Foley, John Cale a Eric Bloom.

## Seznam skladeb
Autorem všech skladeb je Ian Hunter, mimo skladby „Just Another Night“, kterou napsal spolu s Mickem Ronsonem. Na původním vydání na LP desce bylo prvních pět skladeb na první straně a zbylé čtyři na druhé.
| Pořadí | Název                   | Délka |
| ------ | ----------------------- | ----- |
| 1.     | Just Another Night      | 4:36  |
| 2.     | Wild East               | 3:58  |
| 3.     | Cleveland Rocks         | 3:48  |
| 4.     | Ships                   | 4:11  |
| 5.     | When the Daylight Comes | 4:27  |
| 6.     | Life After Death        | 3:49  |
| 7.     | Standin' in My Light    | 4:35  |
| 8.     | Bastard                 | 6:37  |
| 9.     | The Outsider            | 5:57  |

## Obsazení
- Ian Hunter – zpěv, kytara, klavír, syntezátory, varhany, perkuse, vokály v pozadí
- Mick Ronson – kytara, perkuse, vokály v pozadí
- Roy Bittan – syntezátory, varhany, klavír, vokály v pozadí
- Max Weinberg – bicí
- Garry Tallent – baskytara
- John Cale – klavír, syntezátor
- George Young – tenorsaxofon
- Lew Delgatto – barytonsaxofon
- Ellen Foley – vokály v pozadí
- Rory Dodd – vokály v pozadí
- Eric Bloom – vokály v pozadí